# Церкви с росписями в районе Троодос
Церкви с росписями в районе Троодос — объект Всемирного наследия, состоящий из девяти православных церквей и одного монастыря, расположенных в кипрских горах Троодос.

## Объекты, внесённые в список Всемирного наследия
В данном разделе указаны церкви, внесённые в список Всемирного наследия в 1985 году, а также церковь Преображения Спасителя в Палайхори, дополнительно внесённая в список в 2001 году.
| Внешний вид | Название и место нахождения | Время основания | Фрески |
| ----------- | --- | --------------- | ------ |
|             | Церковь Святого Николая под Крышей греч. Εκκλησία του Αγίου Νικολάου της Στέγης англ. Church of St. Nicholas of the Roof Какопетрия, район Никосия                          | XI век          |        |
|             | Церковь Панагии ту Арака греч. Εκκλησία της Παναγίας του Άρακα англ. Church of Panagia (Our Lady) tou Arakos Лагудера, район Никосия                                        | XII век         |        |
|             | Церковь Панагии Форвиотиссы (Церковь Панагии тис Асину) греч. Εκκλησία της Παναγίας της Ασίνου англ. Church of Panagia (Our Lady) tis Asinou Никитари, район Никосия        | XII век         |        |
|             | Церковь Панагии Элеусы (Церковь Панагии тис Подифу) греч. Εκκλησία της Παναγίας της Ποδίθου англ. Church of Panagia (Our Lady) tis Podithou Галата, район Никосия           | XVI век         |        |
|             | Церковь Панагии ту Мутулла греч. Εκκλησία της Παναγίας του Μουτουλλά англ. Church of Panagia (Our Lady) tou Moutoulla Мутуллас, район Никосия                               | 1280 год        |        |
|             | Церковь Архангела Михаила греч. Εκκλησία του Αρχάγγελου Μιχαήλ англ. Church of Archangelos Michail Педулас, район Никосия                                                   | 1474 год        |        |
|             | Церковь Истинного Креста ту Агиасмати греч. Εκκλησία του Τιμίου Σταυρού του Αγιασμάτι англ. Church of Timios Stavros (Holy Cross) tou Agiasmati Платанистаса, район Никосия | XV век          |        |
|             | Церковь Истинного Креста греч. Εκκλησία του Τιμίου Σταυρού англ. Church of Timios Stavros (Holy Cross) Пелендри, район Лемесос                                              | XII век         |        |
|             | Монастырь Святого Иоанна Лампадиста греч. Μονή του Αγίου Ιωάννη του Λαμπαδιστή англ. Monastery of Agios Ioannis (St John) Lampadistis Калопанайотис, район Никосия          | XI век          |        |
|             | Церковь Преображения Спасителя греч. Εκκλησία της Μεταμορφώσεως του Σωτήρος англ. Church of the Transfiguration of the Saviour Палайхори, район Никосия                     | XVI век         |        |

## Кандидаты в список Всемирного наследия
В данном разделе указаны церкви, в 2002 году предложенные правительством Республики Кипр в качестве кандидатов на внесение в список Всемирного наследия и зарегистрированные в предварительном списке.
| Внешний вид | Название и место нахождения | Время основания | Фрески | Номер в списке |
| ----------- | --- | --------------- | ------ | -------------- |
|             | Церковь Святого Созомена греч. Εκκλησία Αγίου Σωζόμενου англ. Church of Ayios Sozomenos Галата, район Никосия                                          | XVI век         |        | 1670           |
|             | Церковь Святого Мамаса греч. Ναός του Αγίου Μάμα англ. Church of Ayios Mamas Луварас, район Никосия                                                    | XV век          |        | 1671           |
|             | Церковь Панагии Хрисокурдалиотиссы греч. Εκκλησία της Παναγίας Χρυσοκουρδαλιωτισσας англ. Church of Panayia Chrysokourdaliotissa Спилия, район Никосия | XVI век         |        | 1672           |